# 樺島勝一
樺島 勝一（かばしま かついち、本名：椛島 勝一、1888年7月21日 - 1965年5月31日）は、日本の挿絵画家、漫画家。
長崎県諫早市出身。代表作に『正チャンの冒険』『敵中横断三百里』『亜細亜の曙』『吼える密林』など。精緻な画風から「ペン画の神様」と呼ばれた。

## 略歴
長崎県北高来郡諫早村（現：諫早市）に生まれる。4歳で鹿児島市へ転居し、鹿児島商業学校へ進学するも、生来の吃音のため商人には向かないと考え中退。上京して画業に入るが、貧しいため美術学校に通う事はかなわなかった。しかし、洋書の『ジオグラフィック・マガジン』のペン画を見て、独学で細密描写の技法を確立し、博文館の雑誌などで挿絵を描くようになる。
1922年に朝日新聞東京本社へ入社して専属画工となり、1923年11月から「東風人」の筆名で織田小星と『正チャンの冒険』を『朝日新聞』に連載。主人公「正チャン」のかぶっている後ろ頭に玉のついた手製の帽子が「正チャン帽」と呼ばれて大流行した。

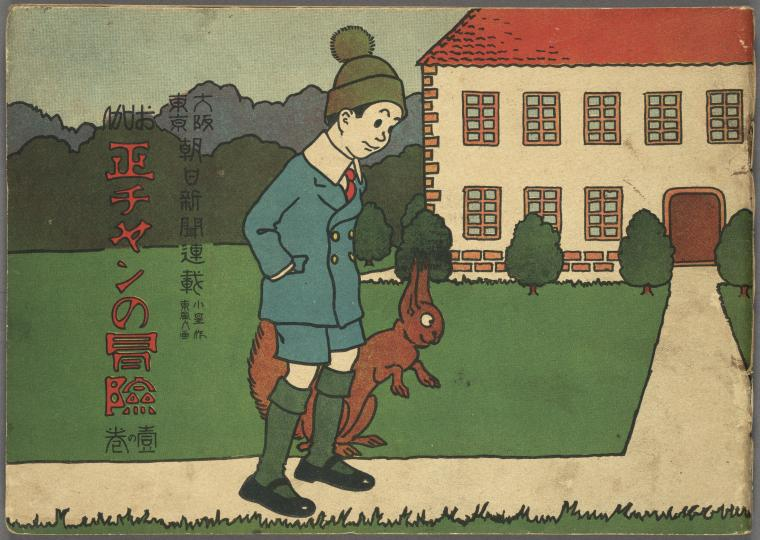
『正チャンの冒険』（1923年）

大正末期から昭和前期にかけて次々と『少年倶楽部』（大日本雄弁会講談社）などの少年雑誌が創刊され、なかでも人気を博していた山中峯太郎、南洋一郎、海野十三等の軍事・冒険小説に軍艦や戦車、飛行機、動物などの重厚で細密なペン画を提供し、「船のカバシマ」などの異名を得た。
第二次世界大戦後、メカニックなイラストの世界は帆船や軍艦、プロペラ機がリアリティーを持つ時代からロケットや人工衛星、ジェット機、未来都市（「レトロフューチャー」参照）の時代に移り変わり、小松崎茂など新世代の挿絵画家に次第に席を譲っていくが晩年まで絵筆を握り続けた。
2022年には椛島と小松崎の作品を紹介する企画展が昭和館（東京）で開かれた。

## 親族
- 子の一人である樺島基弘は戦後、小学館に入社し、『週刊少年サンデー』編集者となった。赤塚不二夫『おそ松くん』の初代担当編集者として知られる。

- 孫にあたる椛島良介も1979年に集英社へ入社し、『週刊少年ジャンプ』編集者を経て「MANGAオールマン」や集英社新書の編集長を務めた。荒木飛呂彦『ジョジョの奇妙な冒険』の初代担当編集者[3][4]で、ジョージ秋山『シャカの息子』『海人ゴンズイ』、ひらまつつとむ『飛ぶ教室』、新沢基栄『ハイスクール!奇面組』、岸大武郎『てんぎゃん -南方熊楠伝-』などを担当している。